# Mezquita de Abbás
El Santuario de Al-Abbas (en árabe: حَرَم أَبِي ٱلْفَضْل ٱلْعَبَّاس‎, romanizado: Ḥaram ʿAbī al-Faḍl al-ʿAbbās) es el mausoleo de Abbas ibn Ali y una mezquita, situado cerca de la Mezquita Imam Husayn en Karbala, Irak. Abbas era hijo de Alí ibn Abi Talib y hermanastro del imán Hasan y del imán Husáin. Fue el abanderado de Husayn en la Batalla de Karbala y jefe de sus caravanas. El santuario es especialmente venerado por los chiíes, que lo visitan cada año, en el mes de Muharram y no en otros momentos del año.
Los efectos ambientales a lo largo de los años han hecho que el río Éufrates cambie de curso. Casi 1400 años después de la batalla de Karbala, el río fluye por la tumba de Abbas y la rodea. Se dice que el Éufrates ha llegado hasta 'Abbās ahora.
En los últimos años[¿cuándo?] el santuario ha sido objeto de una serie de mejoras y adiciones, como el nuevo dorado de la cúpula y, más recientemente, la cobertura del antiguo patio con un techo para acomodar mejor a los peregrinos. Cada año, el santuario recibe la visita de millones de peregrinos procedentes de todo el mundo.

## Historia y diseño

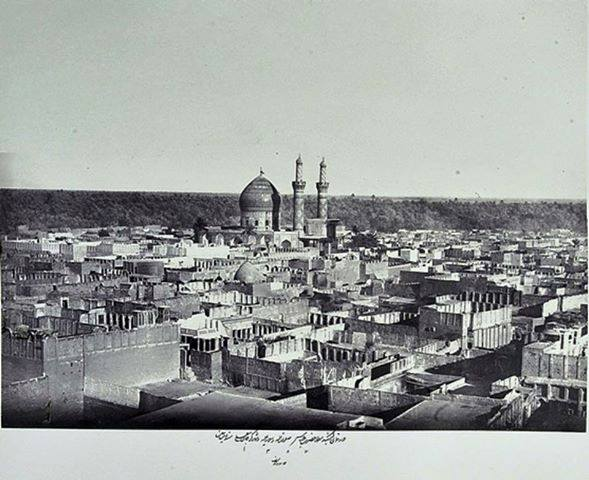
The Al Abbas Shrine prior to its dome being gilded with gold tiles, over 100 years ago

Emperadores y reyes de diversas dinastías han ofrecido valiosos regalos y gemas al santuario de Abbás ibn Ali. En 1622 Abás el Grande ordenó la decoración de la cúpula de la tumba. Construyó una ventana alrededor de la tumba y organizó el recinto.
La mayor parte del diseño moderno fue realizado por arquitectos persas y centroasiáticos. La cúpula central en forma de lágrima es una estructura ornamentada, con una cúpula interna y otra externa. La cúpula interna, visible desde el interior, está ornamentada con un fino trabajo de espejos. A los lados de la cúpula se alzan dos altos minaretes, que fueron dorados en las obras de renovación de 2007. La tumba está cubierta de oro puro y rodeada de un enrejado de plata, junto con alfombras iraníes desplegadas en los suelos.

## Renovación

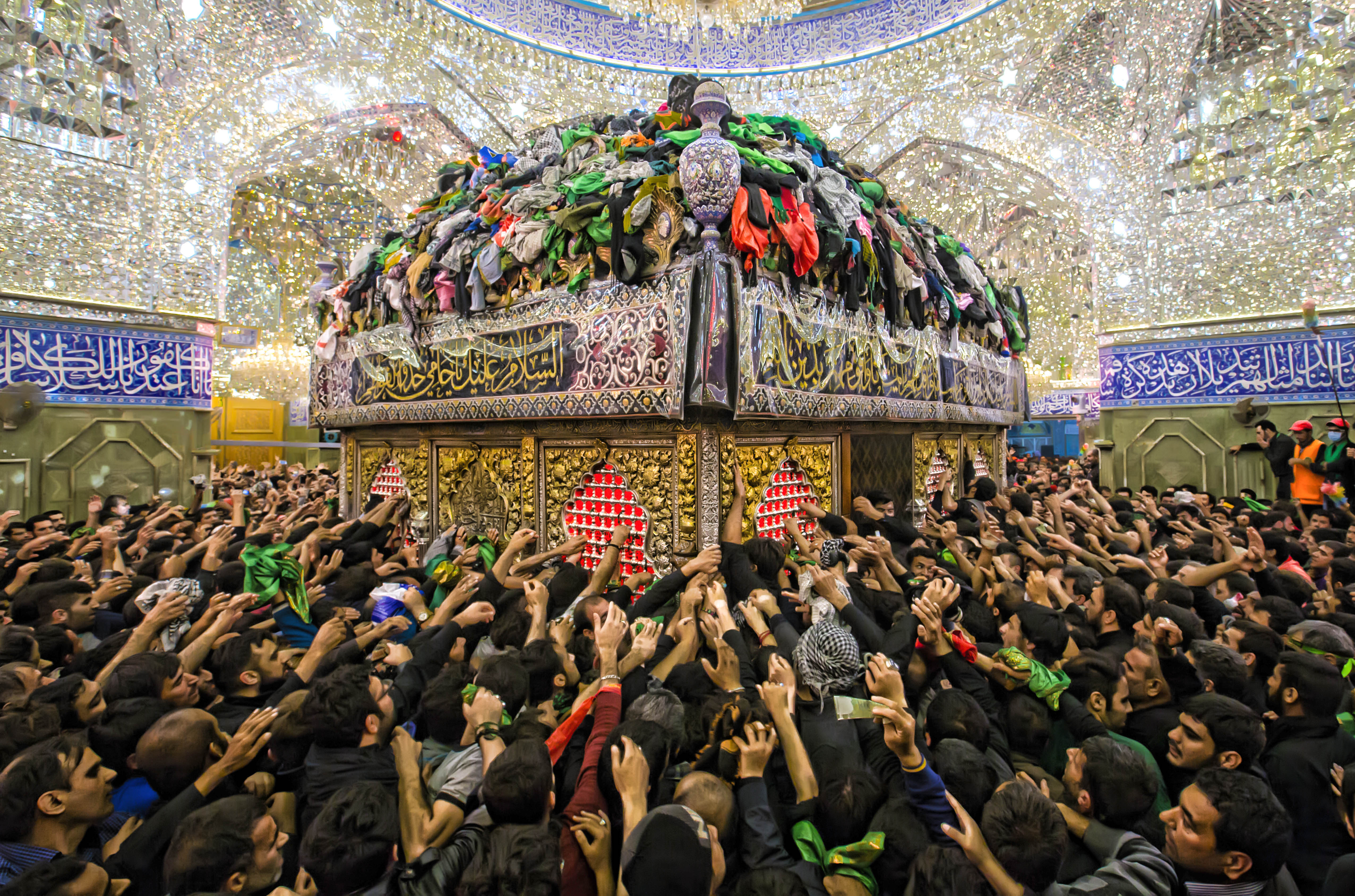
Tomb of Abbas ibn Ali

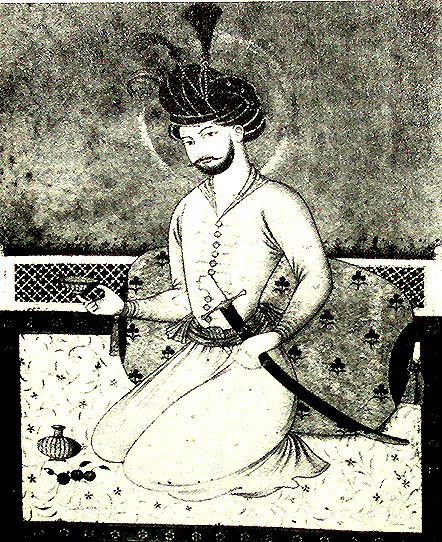
Emperor Shah Abbas Safavi

A partir de 2012, la mezquita de Al Abbas ha sido objeto de amplias renovaciones destinadas a mejorar la capacidad del santuario para acoger a los millones de peregrinos que lo visitan cada año. Las renovaciones incluyen la reconstrucción del muro que rodea el santuario y su conversión en un edificio de varias plantas que alberga museos, oficinas y salas de oración adicionales. Además, la cúpula y el minarete se han vuelto a dorar, y el patio del santuario se ha cubierto con un tejado..
En 2014, se inició la construcción de un sótano destinado a acoger aún más a los peregrinos. El sótano se ubicará bajo el perímetro del patio principal y supone el cierre sistemático de partes del patio y la posterior excavación del actual patio. El proyecto también tiene por objeto solucionar los problemas de cimentación del santuario y reforzar la estructura cuyos cimientos presentan lagunas de agua, ya que parte del Éufrates rodea la tumba de Abbas. Una vez finalizadas estas obras, los peregrinos podrán acceder por primera vez al sardab de Abbas y será el punto más cercano a la tumba real. En marzo de 2016 se completó un nuevo Zarih para la tumba de Abbas. Es el primer Zarih que se construye íntegramente en Irak por manos iraquíes, y fue debidamente inaugurado el 13 de Rajab el nacimiento del Ali Ibn Abi Tálib, que coincide con el 21 de abril de 2016.

## Cronología
| Año  | Año   | Evento |
| CM   | d. C. | Evento |
| ---- | ----- | --- |
| 61   | 680   | 10 de octubre: Al-Abbas ibn Ali fue enterrado en este lugar. |
| 1032 | 1622  | Abbas Shah Safavi decoró la cúpula del santuario, construyó revestimientos de cristal alrededor de la tumba, arregló los pórticos y el patio, construyó el vestíbulo de la primera puerta del santuario y envió preciosas alfombras desde Irán                            |
| 1115 | 1703  | Nadir Shah envió regalos al santuario y lo hizo decorar aún más. |
| 1117 | 1705  | El visir de Nadir Shah visitó el santuario, reconstruyó los pórticos, rehízo los revestimientos alrededor de la tumba y agregó un candelabro. |
| 1216 | 1801  | Los wahabíes atacaron Karbalā, dañaron el santuario y robaron todos los elementos decorativos preciosos. |
| 1232 | 1817  | Fat'h 'Alī Shāh Qājār reconstruyó la cúpula del santuario, regaló nuevos candelabros y piezas de decoración lustrosas para los santuarios sagrados e hizo que se llevaran a cabo otras construcciones.                                                                    |
| 1355 | 1936  | El custodio del santuario, Sayyid Murtadhā, reconstruyó la puerta de plata en el pasillo dorado que lleva hacia la sala de la tumba. |
| 1411 | 1991  | Marzo: Se produce un violento levantamiento contra el régimen de Saddam Hussein en la ciudad, tras la Guerra del Golfo de Persia. |
| 1415 | 1994  | Finalmente se completaron las reparaciones al santuario por los daños causados en 1991. |
| 1425 | 2004  | 2 de marzo : Al menos 6 explosiones ocurrieron durante las conmemoraciones de 'Āshūrā' , matando a 85 personas e hiriendo a 230. |
| 1426 | 2006  | 5 de enero : Bombarderos suicidas entre la multitud entre los dos santuarios mataron al menos a 60 personas e hirieron a más de 100. |
| 1428 | 2007  | 28 de abril : un coche bomba suicida mató al menos a 58 personas e hirió a otras 170 mientras la gente se dirigía a las oraciones vespertinas |
| 1429 | 2008  | September 11:11 de septiembre: Una bomba fue detonada a 500 metros del santuario que mató a un civil, hirió a otros 3 y dañó edificios en el área |
| 1434 | 2012  | Se inició la construcción de un techo que cubría el antiguo patio del santuario, esto se produce en medio de muchos esfuerzos de la administración del Santuario Al-Abbas para acomodar mejor a los peregrinos y renovar los santuarios                                   |
| 1436 | 2014  | A fines de octubre de 2014, el santuario vio el comienzo de uno de sus proyectos más grandes hasta la fecha. La construcción de un sótano destinado a albergar aún más a los peregrinos. el sótano se ubicará bajo el perímetro del patio principal.                      |
| 1438 | 2016  | En abril de 2016, se reemplazó el Zarih , que se encuentra sobre la tumba de Abbas, el antiguo Zarih se había instalado en 1964 bajo la comisión de Sayyed Mohsen Al-Hakim, el nuevo Zarih es el primero en ser completamente construido en Irak y por iraquíes artesanos |